# Brian Cole
Brian Cole (8 de Setembro de 1942 – 2 de Agosto 1972) foi baixista da banda de pop music The Association.
Cole nasceu em Tacoma, Washington. Morreu em Los Angeles, Califórnia, vitíma de uma overdose de heroína aos 29 anos de idade.
Ele teve dois filhos, Jordan e Chandler. Jordan Cole é atulamente membro do The Association, auxiliando nos vocais e tocando teclado, guitarra e bateria.